# NGC 1719
NGC 1719 ist eine Spiralgalaxie vom Hubble-Typ Sa im Sternbild Orion am Himmelsäquator. Sie ist schätzungsweise 182 Millionen Lichtjahre von der Milchstraße entfernt und hat einen Durchmesser von etwa 60.000 Lj.
Im selben Himmelsareal befinden sich u. a. die Galaxien NGC 1709 und NGC 1713.
Das Objekt wurde am 23. November 1827 vom britischen Astronomen John Herschel entdeckt.